# Заринск
Заринск (рус. Заринск) град је у Русији у Алтајском крају. Према попису становништва из 2010. у граду је живело 48.456 становника.

## Становништво
Према прелиминарним подацима са пописа, у граду је 2010. живело 48.456 становника, 1.912 (3,80%) мање него 2002.
| 1959. | 1970. | 1979.  | 1989.  | 2002.  | 2010.  |
| ----- | ----- | ------ | ------ | ------ | ------ |
| 9.635 | 8.269 | 18.327 | 50.235 | 50.368 | 48.461 |